# Senekerim-Hovhannes Arcruni
Senekerim-Hovhannes Arcruni (armensko Սենեքերիմ-Հովհաննես Արծրունի, prečrkovano Senek’erim-Hovhannes Artsruni), v bizantinskih virih preprosto Senaherim (grško Σεναχηρείμ, prečrkovano Senachireím) je bil šesti in zadnji kralj Vaspurakanskega kraljestva iz dinastije Arcruni. Leta 1021/1022 je svoje kraljestvo predal bizantinskemu cesarju Baziliju II. in v zameno prejel obsežna ozemlja v Bizantinskem cesarstvu in položaj guvernerja Kapadokije. 

## Življenje
Senekerim-Hovhannes je bil najmlajši sin Abusahl-Hamazaspa, kralja Vaspurakanskega kraljestva. Imel je starejša brata Ašot-Sahaka in Gurgen-Hačika. Po Abusahlovi smrti leta 968 je bilo kraljestvo razdeljeno med njegove tri sinove, pri čemer je Ašot kot najstarejši obdržal kraljevi naslov in suverenost nad svojima mlajšima bratoma. Po Ašotovi smrti je kraljevo oblast prevzel njegov mlajši brat  Gurgen, ki je vladal do svoje smrti leta 1003. 
Ko je bizantinski cesar Bazilij II. leta 1000 obiskal Vzhod in priključil kneževino Tao, sta ga obiskala tako Senekerim kot njegov brat Gurgen in se mu poklonila in v zameno prejela bogata darila. Po besedah Štefana Taronskerga je Bazilij poslal pisma sosednjim muslimanskim emirjem, v katerih je izjavil, da je Vaspurakan pod njegovo zaščito, in jih opozoril, naj ga prenehajo napadati. Matej Edeški poroča, da je Bazilij z obema bratoma sklenil sporazum o  zavezništvu.
Po Gurgenovi smrti leta 1003 je Senekerim odvzel oblast njegovim sinovom in se okronal za kralja. Njegov položaj na prestolu je ves čas njegove vladavine ostal negotov, deloma zaradi njegove uzurpacije in deloma zaradi vedno večjih napadov različnih turkmenskih skupin. Posledično se je obrnil na cesarja Bazilija II. in svojega sorodnika,  Andzevacija, vladarja v južni Armeniji. Baziliju II. je  ponudil predajo svojega kraljestva Bizantinskemu cesarstvu v zameno za primerne posesti v vzhodni Anatoliji. Naraščajoč turški pritisk in zlasti uničujoč napad leta 1018/1019, v katerem se armenska vojska ni mogla upreti turškim konjeniškim lokostrelcem, je privedel do predaje Vaspurakanskega kraljestva pozimi 1021/1022. Kraljestvo, ki je po sodobnih poročilih posedovalo 72 trdnjav in 3000 do 4400 vasi, so Bizantinci organizirali v Asprakansko ali Zgornjemedijsko temo. Prvi guverner teme je postal Bazilij Argir.
Senekerim je v zameno prejel naziv patrikios in položaj stratega Kapadoške teme ter mesta  Sebasteja, Larisa, Abara in številna druga naselja. Na zahod se je preselila tudi njegova družina in 14.000 podložnikov. Nazive in cesarjeva darila je prejelo tudi več  Senekerimovih sorodnikov.
Senekerim je umrl leta 1025 ali 1027. Matej Edeški zmotno postavlja njegovo smrt v leto 1029/1030. Nasledil ga je njegov najstarejši sin David.

## Družina
Senekerim je bil poročen z gospo po imenu Kuškuš  (grško Χουσούσα, Housousa), s katero je imel štiri sinove: Davida, Atoma, Abu Sahla in Konstantina, ter očitno dve hčerki. Marija je bila prva žena gruzijskega kralja Jurija I., za drugo pa je znano samo njeno nepopolno ime, zapisano kotk S.n.ghar. 